# 巨蛇座
巨蛇座是北天星座，属公元二世纪天文学家克劳狄乌斯·托勒密所划48个星座和國際天文聯會承认的88个现代星座。星座拉丁语原名源自古希臘語，意为“大蛇”。巨蛇座由西侧巨蛇首与东面巨蛇尾组成，两者互不相连，以蛇夫座相隔，这在现代星座可谓独一无二。星座图案显示巨蛇从蛇夫身后经过，其中天乳代表蛇头，市楼四代表蛇尾。
2.63视星等的紅巨星天市右垣七位于蛇首，是巨蛇座最亮恒星。M5球狀星團、變星巨蛇座R和周增二都是肉眼可见的蛇首天体。星座的知名河外天体众多，西佛六重星系的密集程度在已知星系团名列前茅，阿普220是极亮红外星系原型，霍格天体属非常罕见的環星系，也是最著名的环星系。
蛇尾经过銀河平面，包含许多银河系深空天體，如鹰星云与关联的M16星团。鹰星云长70光年，宽50光年，哈勃空间望远镜在其中拍下三片尘埃云的著名照片《創生之柱》。蛇尾其他引人注目的天体包括：紅方塊星雲属极其罕见的方形天体，韋斯特豪特40是附近包含分子雲和电离氢区的庞大恆星形成区。

## 历史

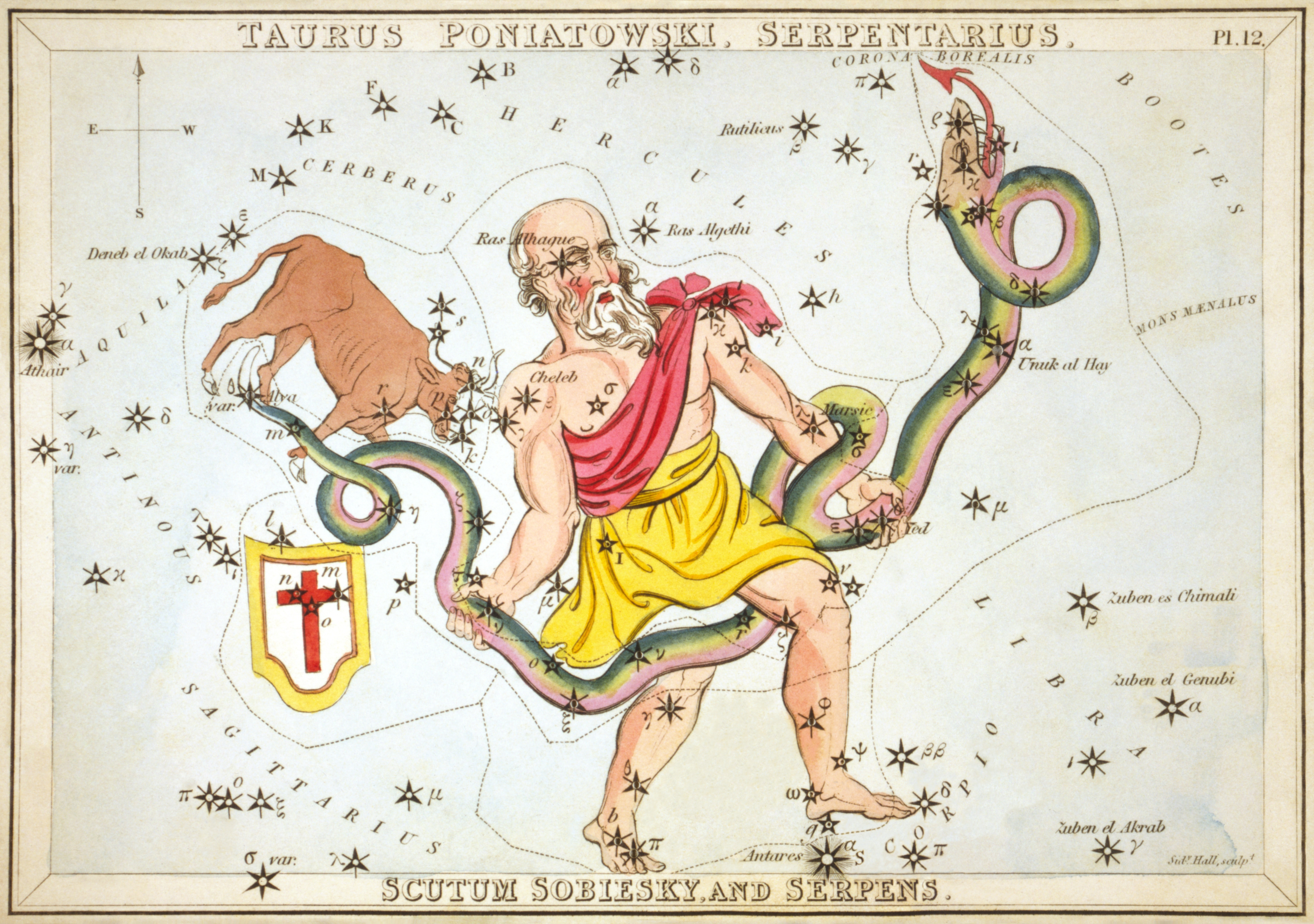
伦敦1825年左右发行的星图卡片《乌拉尼亚之镜》，显示蛇夫手持巨蛇。蛇尾上方是波尼亚托夫斯基的金牛座，现已废弃；下方是盾牌座

巨蛇座在希腊神话代表治疗师阿斯克勒庇俄斯（蛇夫座）手中的蛇，据称阿斯克勒庇俄斯所杀的蛇临死前获另一条蛇所带复活药草救援。蛇每年蜕皮，是古希腊人眼中重生的象征，江湖传言称阿斯克勒庇俄斯从复活的蛇那里学到起死回生之术。上述说法很可能是蛇夫座与巨蛇座挨在一起的原因，但学界对此尚无定论。部分星图上的巨蛇座盘旋在蛇夫座周围，但大部分显示巨蛇从蛇夫身后或两脚间穿过。
少数古代星图把巨蛇与蛇夫分成两个星座，大部分划为一个。約翰·拜耳把巨蛇座与蛇夫座分开，按拜耳命名法为星体编目时也是如此。20世纪20年代尤金·德爾波特划分现代星座边界时也把两星座分开，为区分两者把巨蛇座分成巨蛇头与巨蛇尾两部分，中间以蛇夫座相隔。代表“头”和“尾”的辞汇分别是与，均为拉丁语。
中国古代天文学用巨蛇座大部分恒星代表市场周围墙壁，其中天市垣代表天上市场，天市左垣与天市右垣分别代表左侧（东面）和右侧（西面）的墙壁。天市垣大部分恒星位于蛇夫座与代表赫丘利的武仙座。巨蛇座星体划入其他星官的比较少，蛇尾两颗星体属市樓，代表管理市场的政府机构。蛇尾还有一颗恒星位于代表珠宝或贵重物品市场的列肆。蛇首的天乳属同名星官，代表太子的母亲或皇帝的奶妈。
巴比伦天文学把巨蛇座分成两部分，分别叫“Mušḫuššu”和“Bašmu”。其中“Mušḫuššu”代表的生物融龙、狮、鸟特征与一身，同长蛇座略有相似；“Bašmu”是有角的蛇，与欧多克索斯星座“Ὄφις”略有相似，其中“Ὄφις”意为大蛇，正是托勒密划分巨蛇座所指。

## 简介
夜空88个现代星座只有巨蛇座分成两部分，分别称为“巨蛇首”和“巨蛇尾”。巨蛇座的划分离不开蛇夫座，这种需其他星座配合定义的情况同样独一无二。
巨蛇首南接天秤座，东临室女座与牧夫座，北靠北冕座，西挨蛇夫座与武仙座。巨蛇尾南接人马座，东临盾牌座与天鷹座，北面与西面紧挨蛇夫座。两部分共覆盖636.9平方度夜空，在88个星座排第23，北半球每年夏季在北天或南天都能清晰地看到巨蛇座。星座主星群包含11颗星体，共108颗星超过6.5视星等。
比利时天文学家德尔波特1930年正式划分星座边界，巨蛇首是十条边组成的多条形，巨蛇尾增至22条边（见文首信息框）。巨蛇首在赤道坐標系統的赤经位于15h 10.4m至16h 22.5m范围，赤纬在25.66°到−03.72°之间。巨蛇尾的赤经位于17h 16.9m至18h 58.3m，赤纬在06.42°到−16.14°。1922年，國際天文聯會确定以三字母缩写代表巨蛇座。

## 显著特点

### 恒星

#### 巨蛇首

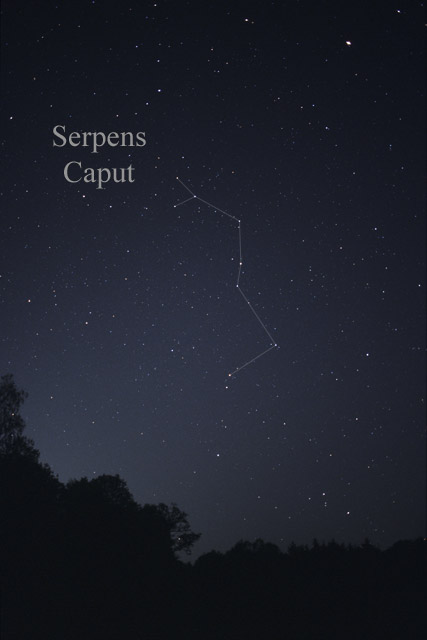
巨蛇座（蛇首）可以肉眼识别

紅巨星天市右垣七是巨蛇座最亮的恒星，代表蛇的心脏，离地约23秒差距，光谱等级K2III，亮度2.63±0.009视星等。附近有肉眼不可见的黯淡星体绕天市右垣七旋转。同样位于天市右垣七附近的蜀增一亮度4.42±0.05视星等，与太阳类似，距地球约12秒差距。距太阳系约14秒差距的巨蛇座ψ属聯星，其中主星与蜀增一均属類太陽恆星。
天市右垣五、天市右垣四、周增七组成独特的三角形，代表蛇头，周增八靠近天市右垣四与周增七之间的中途位置。四颗星以3.67视星等的白主序星天市右垣五最亮，离地约160秒差距；估计该星与附近的十等星存在物理关联，只是无法确认。天市右垣五与天市右垣四之间的蒭藁變星巨蛇座R最亮时达到五等星标准，肉眼便可观测。但就像其他蒭藁變星一样，该星最暗时还不到14等星标准。天市右垣四属F型次巨星，只不过距太阳系比较近，“只有”11秒差距所以显得很亮，达到3.84±0.05视星等，人类已发现该星存在类太阳振荡。
天市右垣六是蛇头与心脏间的多恒星系，代表部分蛇体，距地球约70秒差距。系内共有四颗恒星，合并亮度3.79视星等，光亮基本由合并亮度3.8视星等的两颗产生。其中主星是白次巨星兼矮造父變星，平均亮度4.23视星等。鋇星秦增二与天市右垣六的实际距离估计“只有”70秒差距。天市右垣六与天市右垣五中途位置的巨蛇座χ属猎犬座α2型变星，也是肉眼可见的知名变星，平均5.33视星等的亮度以1.5天为周期波动，幅度0.03视星等。
天市右垣八与天乳都是三等A型主序星，代表心脏下方的部分蛇身。两星各具特色：天市右垣八是金屬線星，天乳是联星。天乳西北面不远处的巴增五也是A型主序星，同时还属联星，主星又属牧夫座λ型星，碳、氮、氧含量与太阳相当，还有极少量鐵峰頂元素。天乳增一位于天乳东北方向几度外，是光谱联星，由炽热的B型巨星与A型主序星组成。主星属慢脈動B型變星，促使联星亮度在0.03视星等范围变化。
蛇首的天琴座RR型变星众多，但大部分过于黯淡，只能用专业器材观测，最亮的巨蛇首VY只是十等星，亮度闪烁周期每世纪延长约1.2秒。周增二也是变星但类型不同，是已经冷却的红巨星，以87天周期在5.89至7.07视星等闪耀。该星呈现与天津增九相反的特征，低温气体落到星体表面，在正常放射线旁形成紅移氢吸收线。
巨蛇座许多恒星已发现行星，其中最亮的巨蛇座ω属橙巨星，位于天市右垣八与天乳之间，拥有至少1.7倍木星質量的行星。巨蛇座NN是白矮星与紅矮星组成的食联星，估计很可能包含两颗行星，导致食联星周期变化。类太阳恒星HD 137510没有行星，但棕矮星沙漠范围却有棕矮星相伴。
PSR B1534+11由两颗相互环绕旋转的中子星组成，其一是周期37.9毫秒的脉冲星。两颗中子星相隔一千秒差距，曾用于检验阿尔伯特·爱因斯坦的廣義相對論理论，结果表明星系的相对论参数与理论预测值误差不超过0.2个百分点。。科学家在星系非脉冲星与赤道脉冲星风交叉时测得X射线排放，还发现星系轨道略有变化。

#### 巨蛇尾

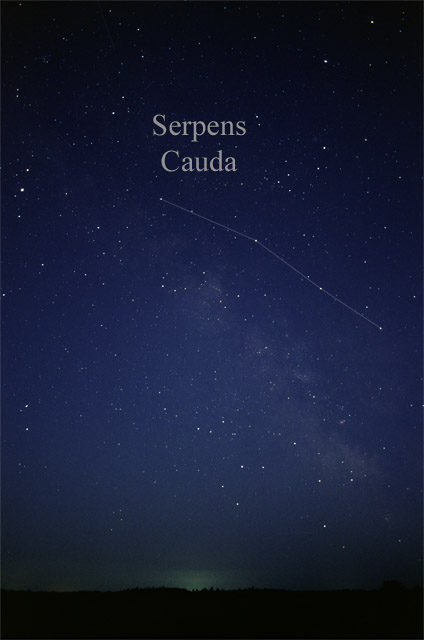
巨蛇座（蛇尾）可以肉眼识别

蛇尾最亮的天市左垣八与天市右垣七主星同属K型红巨星，但特殊之处在于约有2.16小时周期呈现类太阳振荡。巨蛇尾星群包含天市左垣七与天市左垣十，星群在三恒星系天市左垣十附近与巨蛇首的天乳相交，天市左垣十距太阳系约105秒差距。星系内两颗恒星合并亮度约3.5视星等，组成角距離仅2.2毫弧秒的光谱联星，现代设备都无法分开观测，只知主星是锶过量的白巨星。代表蛇尾尖的天市左垣七也是多恒星系，由相隔近半弧分的两颗A型主序星组成，合并亮度约4.1视星等。
巨蛇尾与蛇夫座边界附近的東海增一、市楼四、市楼二都是四等星，其中后两颗是A型主序星，东海增一是F型主序星。市楼四是单恒星并有九等星伴侣。市楼二是矮造父变星，亮度变化幅度0.01视星等。1909年，市楼二附近出现共生變星巨蛇座RT，但最亮也只达到十等星范围。
东海增二是三恒星系，主星是A型主序星与橙巨星组成的光学联星，从星也是橙巨星。星系属不規則變星，亮度在5.17至5.2范围闪烁。1970年，新星巨蛇座FH出现在东海增二北侧附近，亮度最高达到4.5视星等。巨蛇座云靠近东海增二位置有多颗獵戶型變星。MWC 297是赫比格Be星，1994年一度呈现巨大的X射线耀斑，X射线光度增强五倍后回归沉寂。该星还存在星周盤。巨蛇座VV也是猎户型变星，属赫比格Ae星并呈现矮造父变星脉冲特征，而且像MWC 297一直有星周盘环绕。两星均属猎户座UX星，亮度变化不均匀。
HR 6958又称巨蛇星MV，是肉眼隐约可见的猎犬座α2型变星。该星大部分铁封顶元素的金屬量比太阳高十倍，分子量更大的元素甚至上千倍，还含有过量硅。肉眼勉强可见的HD 172365很可能是IC 4756疏散星团后期藍掉隊星，所含过量锂非常多。大陵五型變星HD 172189同样位于IC 4756疏散星团，是5.7天周期的食联星。其中主星也是矮造父变星，多种脉冲频率与食联星效果共同影响，令合并亮度变化幅度达到0.1视星等。
蛇尾经过銀河平面，包含许多巨大的OB星，其中不少肉眼便可观测，如尚具变星特征的早期Be星巨蛇座NW。研究表明该星可能融仙王座β型變星与慢脈動B型變星特征于一身，人类此前极少发现同类星体。肉眼不可见的天琴座β型變星HD 167971又名巨蛇座MY，是三颗炽热O型星组成的三恒星系，属NGC 6604疏散星团。组成食双星的两颗蓝巨星有一颗光谱等级还是O7.5III，代表恒星早期；第三颗是蓝巨星或藍超巨星，光谱等级在O型后期或B型早期范围。HD 166734同属食联星，包含两颗相互环绕旋转的O型蓝超巨星。光学联星HD 161701的质量和温度不及上述OB星，由B型主星与Ap从星组成，主星汞和锰元素过量，这种恒星与Ap星组成的光学联星绝无仅有。
食联星巨蛇座W位于鹰星云以南、蛇尾与人马座交界，主星是白巨星。星体包含吸积盘，是发现时间比较早的巨蛇座食联星，独特之处在于远紫外线谱线特别强。。估计这类星体还在演化早期，未来将演化成双周期变星，最后变成传统大陵五型变星。沃尔夫–拉叶食联星巨蛇座CV同样在鹰星云附近，由沃尔夫–拉叶星与炽热的O型次巨星组成，周围由估计在主星沃尔夫–拉叶阶段形成的环形星云围绕。星体相食过程不稳定，科学家提出两种解释但都与人类对恒星的现有认知存在偏差。
巨蛇尾包含少量X射线联星。GX 17+2是低质量X射线联星，由中子星和即便在所有低质量X射线联星里质量也特别低的恒星组成，吸积接近爱丁顿极限。GX 17+2每过三天左右会突然增亮约3.5等，估计是同步高速气流引起。巨蛇座X-1也是低质量X射线联星，偶有X射线爆发，其中一次持续近四小时，估计是碳在“重元素海洋”燃烧引发。

### 深空天体

#### 巨蛇首

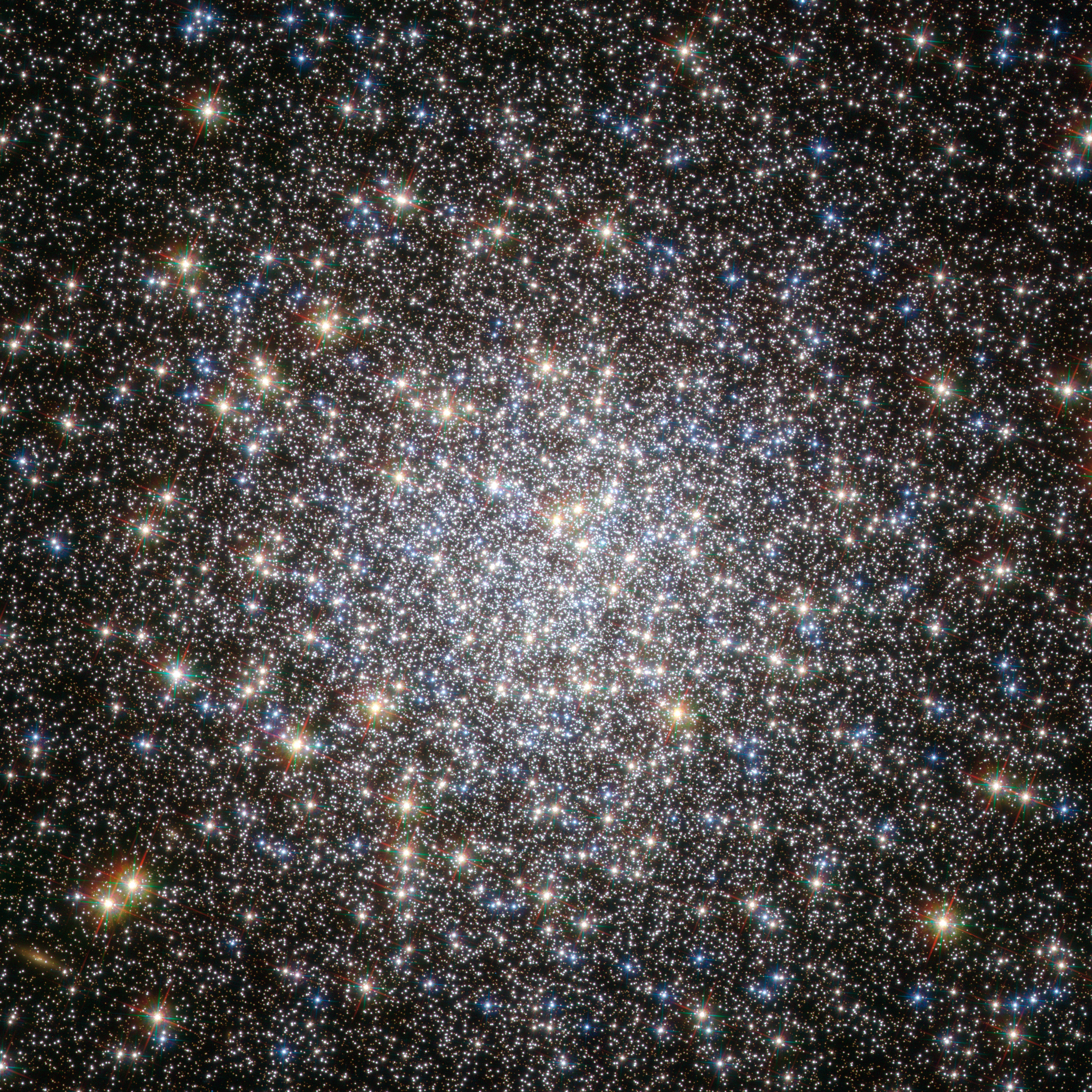
M5球状星团理想条件下可以肉眼观测

巨蛇首不经过银河平面，其中大量星系无法观测，但还能看到少量银河系天体，如天市右垣七西南约八度、紧挨氐宿增二十四的M5球狀星團，理想条件下肉眼勉强可见，离地约2.5万光年。M5包含大量已知天琴座RR型变星，正以每秒超五十公里速度远离地球。星团内有两颗毫秒脈衝星，其一属联星，能用于测量星团自行，还有助于人类理解中子简并物质。现有質心如经确定，足以排除中子简并物质的任何“软”状态方程。M5曾用于测量中微子磁偶极矩，能用于解释軸子等假想粒子。M5以南紧接帕羅馬5球状星团，其中大量星体在银河引力下离开，形成长三万多光年的潮汐尾。
L134/L183是暗星雲集团，估计和另一片星云都源自与银河平面相隔36度的同一片星云碎片，对暗星云而言已相距很远。估计整片暗星云集团距太阳系约140秒差距。L183又称L134N，包括众多红外线源，表明其中存在恒星形成前的红外线源，可能是人类首次观测星云核心与恒星前阶段核心的收缩阶段。核心分开三块，共计约25倍太阳质量。
巨蛇首位于银河平面外的深空天体亮度都低于十等，业余天文学家无法观测，其中最亮的NGC 5962螺旋星系只有11.34视星等，离地约2800万秒差距。包含低電離星系核的NGC 5921棒旋星系亮度略低，距太阳系约2100万秒差距。2001年科学家在该星系发现II型超新星并起名SN 2001X。NGC 5964与NGC 6118都是亮度不及NGC 5921的棒旋星系，其中NGC 6118还有超新星SN 2004dk。

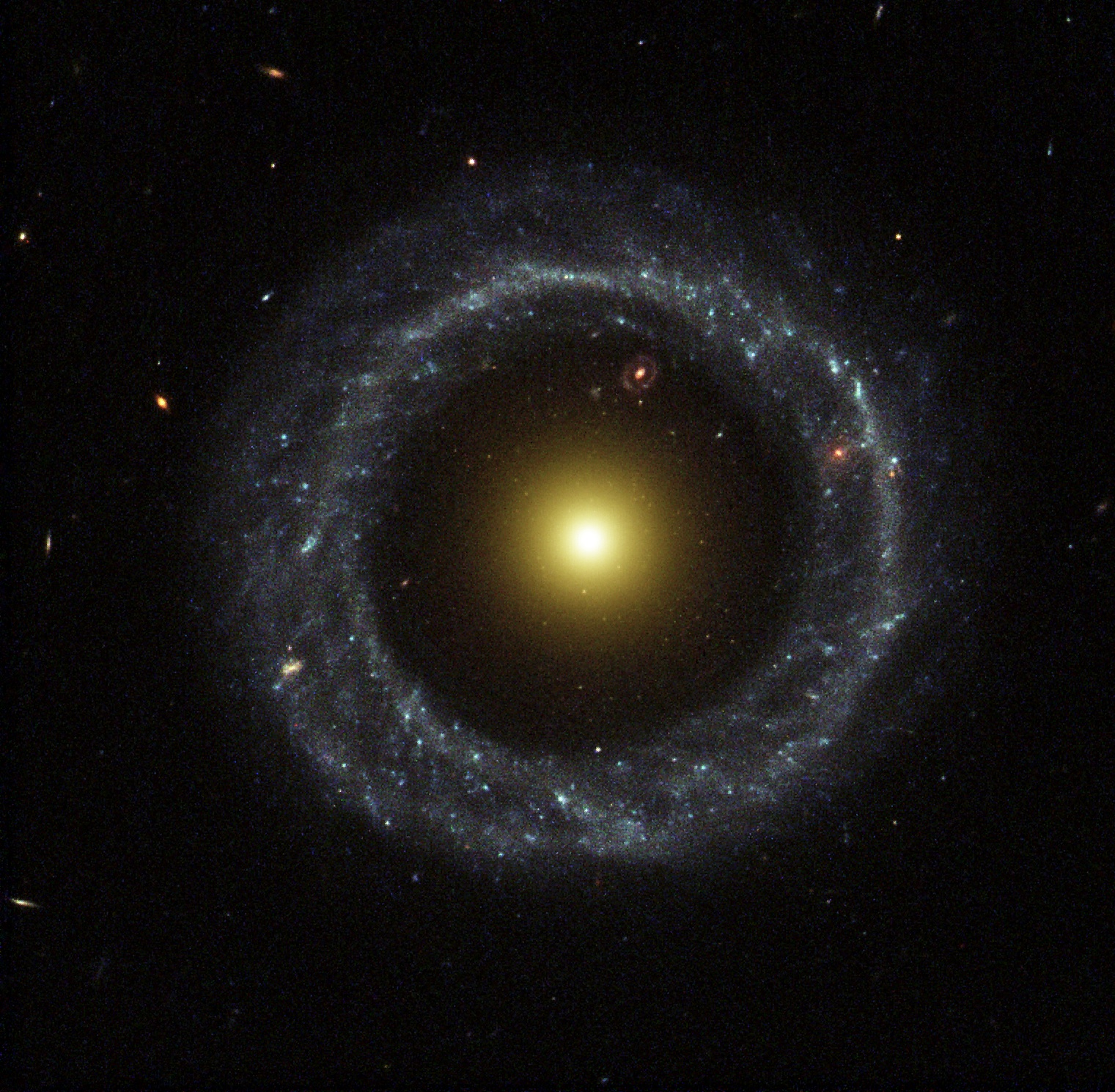
霍格天体是非常罕见的環星系

霍格天体离地六亿光年，是非常罕见的環星系。外环主要由年轻的蓝色恒星组成，内环大部分是历史久远的黄色恒星。针对此类星系形成的主导理论认为，螺旋星系的星臂因速度太快分离，形成环星系。阿普220也是巨蛇座罕见星系，是极亮红外星系原型，距地球约2.5亿光年。阿普220包含两个大型交互作用星系，核心相距1200光年，两星系内都有大量恆星形成，其中包含超十亿恒星组成的大型星团，靠近星系核心部分由厚厚的尘埃云覆盖。NGC 5953与NGC 5954是还在碰撞早期的交互作用星系，均属活动星系，其中NGC 5953是西佛二型星系，NGC 5954是低电离星系核型星系，两者都在交互作用影响下大量形成恒星。
西佛六重星系是六个星系组成的星系群，其中四个在引力下交互作用，另外两个只是看起来凑在一块儿，实际距离较远。引力束缚的星系团离地约1.9亿光年，直径约十万光年，西佛六重星系密度在已知星系群名列前茅。天文学家预测四个交互作用星系终将合并成大型椭圆星系。人类原以为产生无线电的3C 326源自巨型椭圆星系，但1990年的发现表明，该天体来自北侧数弧秒外更明亮的小星系。小星系得名3C 326 N，其中气体足以形成恒星，但活动因射电星系核产生的能量受限。
阿贝尔2063星系群远比西佛六重星系庞大，红移0.0354。从星系间径向速度测量与中央的CD型星系位置来看，阿贝尔2063很可能正与附近的MKW 3s星系群交互影响。NGC 5920是MKW 3s中央的活动星系，射电活动似乎正形成热气体组成的气泡。五等星貫索增十二附近的AWM 4星团包含过量金属元素，估计是中央的NGC 6051電波星系导致。阿贝尔2052星团与AWM 4类似，中央存在CD型电波星系3C 317，据信3C 317经过一定时间的沉寂又在不到两百年前重启。3C 317确知存在四万多个球状星团，创下已知星系包含星团数的新纪录。

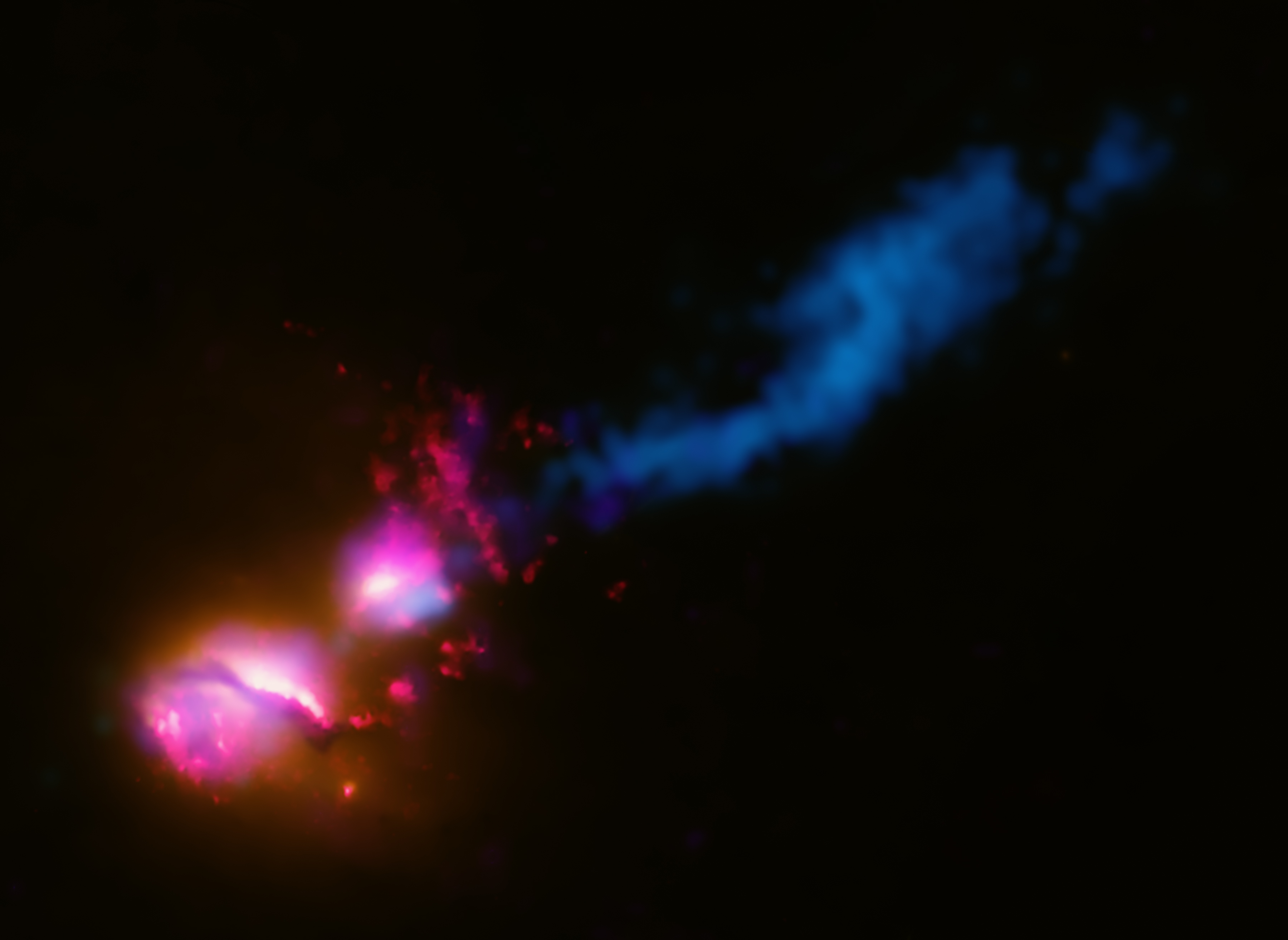
3C 321是还在合并的活跃星系，上为合成图像

4C 11.50由相隔不到五弧秒的两个类星体组成，比绝大多数类星体间距都小，但相差甚远的红移说明两者无关。4C 11.50 A相对靠前且伴有其他天体，但质量不足以充分折射后方4C 11.50 B的光线来产生透境图像。3C 321与4C 11.50相比更加奇怪，其中两星系正交互影响并合并，而且两者看起来都是活跃星系，估计主电波星系产生的高速气流将物质逼入从星系的超大質量黑洞，进而令从星系显露活跃星系特征。
科学家在3C 324电波星系发现引力透镜现象，起初以为是单独的超光度电波星系，红移1.206，1987年才发现其中有两个星系，另一个的红移是0.845，在引力透境作用下把红移1.206电波星系的光线传向地球。这是人类首次发现多重成像电波星系，估计源自椭圆星系，星系核发出的可见光和紫外线被塵埃帶遮挡。PG 1553+113是波长更短的蝎虎座BL型天体，大量辐射伽马射线，创下辐射光子能量达万亿電子伏特范围的最遥远天体纪录。PG 1553+113的光谱非常独特，伽马射线光谱范围内的硬辐射与其他范围的软辐射对比显著。2012年天体在伽马射线光谱爆发，光度持续两晚增长三倍，人类借机准确测得0.49红移值。
科学家在巨蛇首发现许多伽玛射线暴，其中GRB 970111亮度居已知伽玛射线暴前列，但强度虽高，其中却没有发现瞬态光信号。GRB 970111所在星系起初难以捉摸，如今科学家认为是红移0.657的西佛一型星系。其他伽玛射线暴亮度虽然不及，但爆发后的X射线余波却远比GRB 970111强烈。距离更远的GRB 060526红移达3.221，虽说测得X射线和光学余波，但相对其他长时间伽玛射线暴而言非常微弱。

#### 巨蛇尾

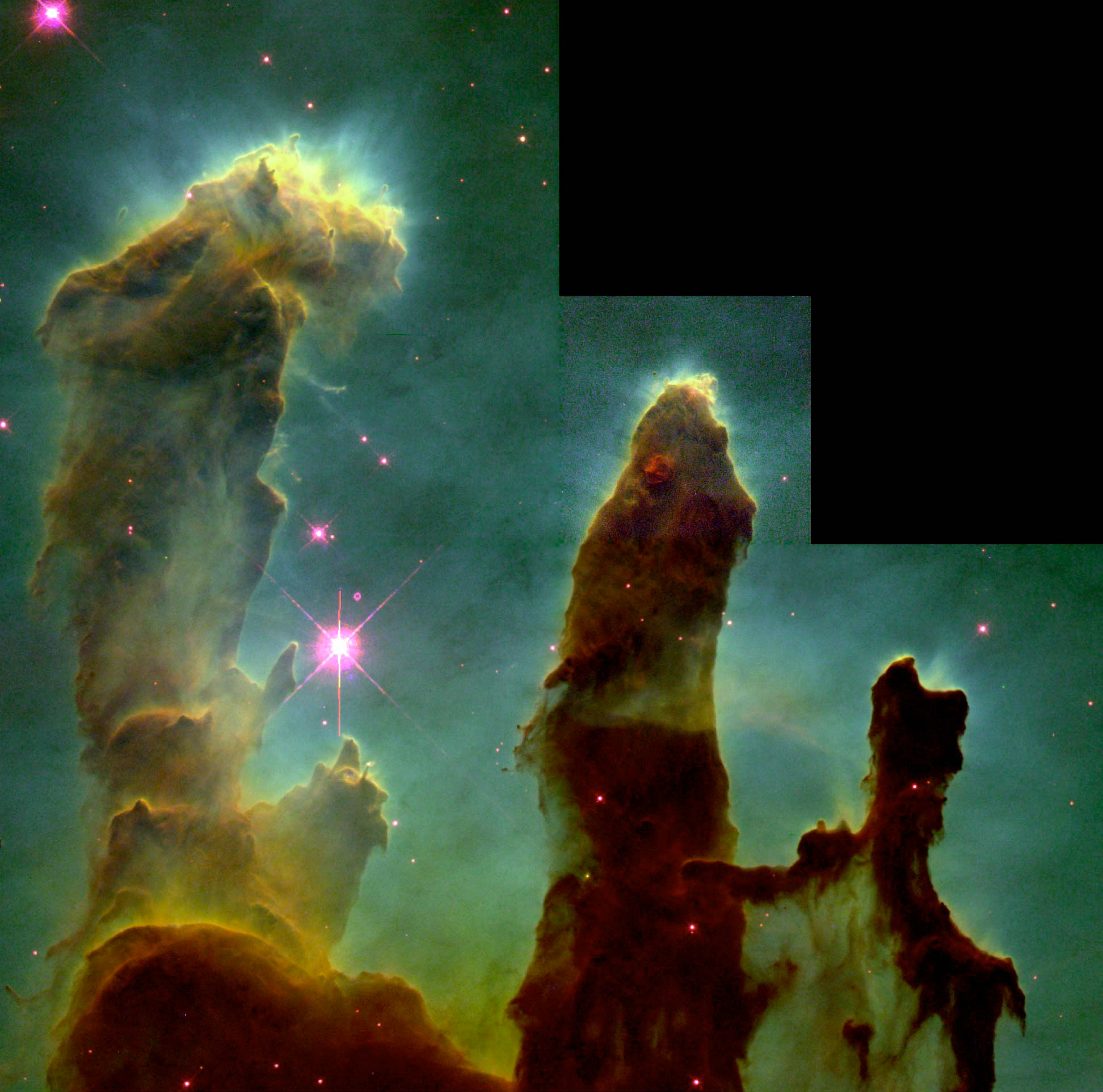
哈勃太空望远镜在鹰星云拍摄的恆星形成区著名照片《創生之柱》

巨蛇尾经过银河平面，故包含的银河系深空天体很多。鹰星云与关联的M16星团位于地球朝银河系中心方向七千光年，星云长70光年，宽50光年，哈勃空间望远镜在其中拍下三片尘埃云的著名照片《創生之柱》。鹰星云持续形成恒星，与已有约五百万年历史、平均温度4.5万开尔文的星体一起产生庞大辐射，终将摧毁这些柱状尘埃云。名声响亮的鹰星云趋于黯淡，综合亮度约6.0视星等。星云内的恒星形成区常见蒸發氣體球，只包含一颗原恆星，与包克雲球截然不同。
离地约两千秒差距的巨蛇座OB2是OB星协，位于M16以北，包括上百颗OB星。星协约有五百万年历史，似乎仍在形成恒星，恒星发出的光芒照亮S 54电离氢区。电离氢区疏散星团NGC 6604与周围的OB星协历史相仿，如今天文学家认为星团不过是星协内密度最大的部分。星系盤与银晕产生的气体相互影响，促使星团持续产生热电离气体。
IC 4756也是巨蛇尾的疏散星团，至少有恒星HD 172365可以肉眼识别，附近的HD 171586也能肉眼识别但不大可能与疏散星团关联。IC 4756距太阳系约440秒差距，估计约有八亿年历史，对于疏散星团而言颇为久远。人类至今在巨蛇尾只找到NGC 6535一个肉眼不可见的球状星团，可用小型望远镜在东海增一北侧看到。NGC 6535对于球状星团而言偏小且稀疏，而且非常罕见地没有发现天琴座RR型变星。
MWC 922是行星状星云包围的恒星，因形状类似紅矩形星雲得名紅方塊星雲，星云几乎呈完美正方形，赤道区域有暗带环绕，星云还有类似超新星SN 1987A的同心环。MWC 922是大犬座FS型變星，即氢譜線与禁制线特别明亮、显眼的Be星，估计这种情况是旁边的联星引起。天市左垣十东侧的行星状星云阿贝尔41中央是联星巨蛇座MT，星云似乎呈双极结构，对称轴与巨蛇座MT轨道平面基本垂直，误差不到五度。L483暗星云的历史很短，其中包含零级原恒星IRAS 18418-0440，与绝大多数同类原恒星相比缺乏高速星风，估计正从零级向一级转变。IRAS 18418-0440周围是仅在红外光下可见的變光星雲。

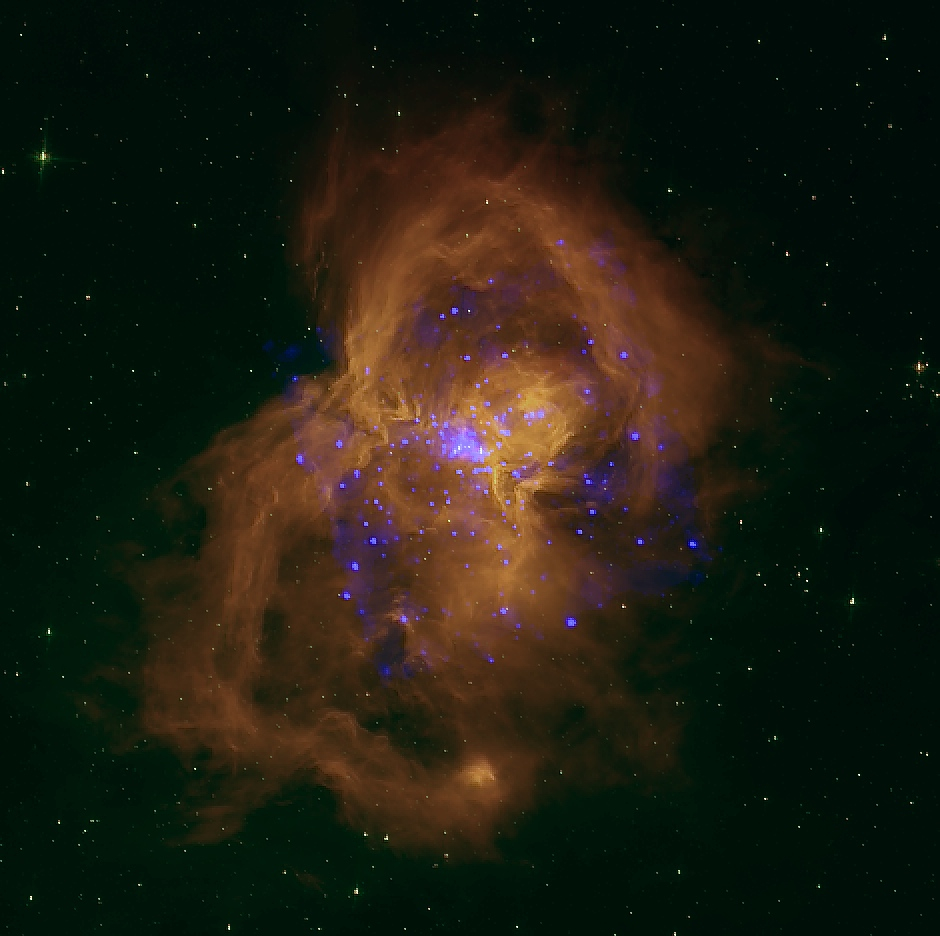
韋斯特豪特40是距太阳系比较近的大规模恒星形成区

巨蛇座云是蛇尾南部的大范围恒星形成分子雲，“仅有”两百万年历史，距太阳420秒差距，其中已确认包含巨蛇座FIRS 1、巨蛇座SVS 20等众多原恒星。美国国家航空航天局的史匹哲太空望遠鏡在巨蛇座云南部发现巨蛇南原星团，其中似乎仍在形成恒星。韋斯特豪特40离地约五百秒差距，是离地球比较近的大规模恒星形成区，由分子云和附近的大规模电离氢区组成。但电离氢区有分子云遮挡，还嵌入星团难以观测，无法像其他恒星形成区一样得到充分研究。电离氢区嵌入的星团估计包含六百多颗质量超过太阳一成的恒星，还有至少一颗O型星等大型恒星，电离氢区的闪电与星風泡便是在星云影响下产生。
蛇尾受银河视觉干扰，但仍可观测众多活跃星系，如靠近天市左垣十、蛇尾附近最明亮的活跃星系PDS 456。该星系的X射线光谱变化极大，方便人类了解中央的超大质量黑洞，很可能是克尔黑洞。PDS 456可能正从亮紅外星系转变成常见的无电波类星体，但部分特征与现有分类规则不符。附近的NRAO 530耀变体偶尔放射X射线，其中一次持续不到两千秒，创下耀变体持续时间最短的耀斑纪录。NRAO 530的无线电波呈现两种周期变化，周期长度分别是六天和十天。

### 流星雨
两场日间流星雨的輻射點在巨蛇座，分别是巨蛇座ω流星雨和列肆一流星雨，均在12月18至25日达到高峰。